# David Lovelock
Pour les articles homonymes, voir Lovelock (homonymie).
David Lovelock est un physicien théoricien et mathématicien britannique né en 1938 à Bromley. Il est surtout connu pour sa théorie (en) de la gravitation, extension de la relativité générale aux espaces-temps de dimensions supérieures à 4, et pour son théorème (en) sur l'unicité du tenseur d'Einstein et son terme additif, la constante cosmologique.

## Biographie
David Lovelock naît en 1938 à Bromley, dans le Kent, en Angleterre. En 1947, sa famille émigre à Durban, dans la Natal, en Union d'Afrique du Sud. De 1956 à 1959, il étudie à l'université du Natal pour son Bachelor of Science. Il y suit les cours de Hanno Rund (en) (1925-1993). Après avoir obtenu son diplôme, il prépare un doctorat sous la direction de Rund. Il est professeur de mathématiques appliquées à l'université de Waterloo, en Ontario, au Canada. En 1974, il déménage pour l'université de l'Arizona, au États-Unis. Il y reste jusqu'à la fin de sa carrière.